# Crystal Ball (Prince-Album)
Crystal Ball (englisch für Glaskugel) ist das 20. Studioalbum des US-amerikanischen Musikers Prince, wobei er alle Songs arrangierte, komponierte und produzierte. Es erschien am 29. Januar 1998 als CD-Dreifachalbum bei seinem eigenen Musiklabel NPG Records und ist sein viertes Album, das er unter seinem unaussprechbaren Symbol als Pseudonym veröffentlichte. Anfangs konnte Crystal Ball nur telefonisch per Mailorder oder online über seine damalige Website in einem Boxset mit seinem 21. Studioalbum The Truth und der Bonus-CD Kamasutra käuflich erworben werden. Ende Februar 1998 erschien Crystal Ball mit The Truth aber ohne Kamasutra als Vierfachalbum, das nach Prince’ Tod im Jahr 2016 heruntergeladen werden kann.
Das Dreifachalbum enthält 30 Songs, die Prince bereits in den Jahren 1983 bis 1996 aufgenommen hatte. Die Musik zählt zu den Genres Contemporary R&B, Funk, Pop, Rockmusik und Soul, die Liedtexte handeln vorwiegend von Liebe, Sex und zwischenmenschlichen Beziehungen.
Als Gäste wirken Carmen Electra, Clare Fischer, Jill Jones, Mayte Garcia, Morris Day, Nona Gaye, Shock G, Susannah Melvoin, Wendy Melvoin sowie ehemalige Mitglieder von The New Power Generation mit. Prince’ frühere Begleitband The Revolution ist auf dem Album nicht vertreten.
Musikkritiker bewerteten Crystal Ball überwiegend positiv, aber einige meinten, Prince hätte stärkere Songs auswählen können. Nennenswerte Musikpromotion veranstaltete er nicht und nach seinen eigenen Angaben verkaufte sich das Album weltweit 250.000 Mal, wobei er 80 % bis 95 % des Gewinns behalten habe, anstatt der damals üblichen 20 % bei Warner Bros. Records. Eine Tournee zum Album absolvierte Prince nicht.

## Entstehung

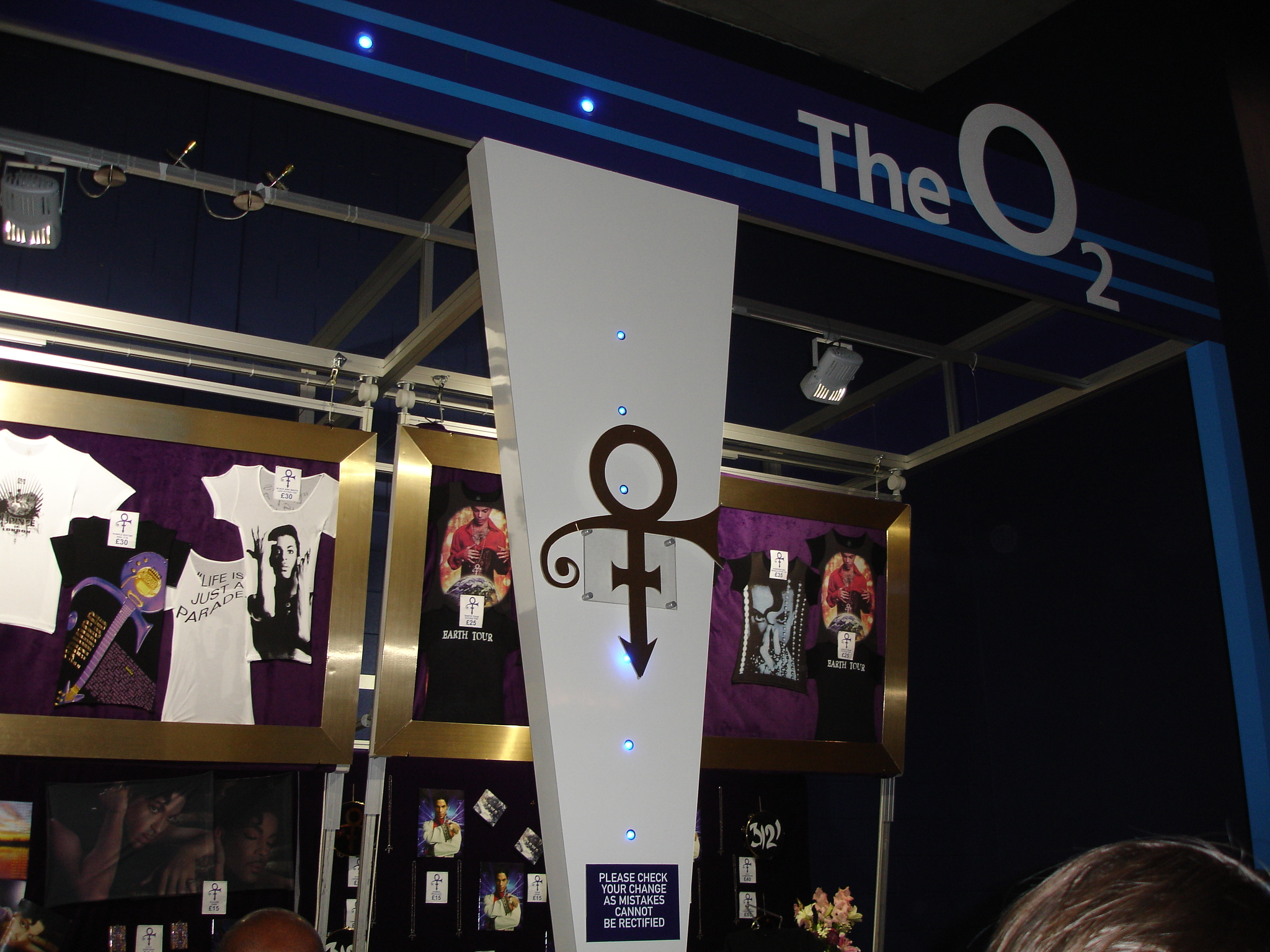
Das unaussprechbare Symbol

Seit 1977 stand Prince bei Warner Bros. Records unter Vertrag, geriet aber 1993 mit dem Major-Label in einen Streit und legte sich infolgedessen ein unaussprechbares Symbol als Pseudonym zu. Als er Ende November 1996 sein Album Emancipation veröffentlichte, verfasste er auf der letzten Seite des Booklets folgenden Hinweis: „Demnächst erhältlich: das 3-CD-Set aus zuvor bootlegged-Material – Crystal Ball“. Anfang 1997 grenzte sich Prince dann trotz laufenden Vertrages bei Warner zum ersten Mal von der Schallplattenindustrie ab und vertrieb als einer der ersten etablierten Künstler ein Album im Internet.
Im Mai 1997 konnte man dann Crystal Ball über Prince’ damalige Website sowie per Mailorder über die Freephone-Telefonnummer „1-800-New-Funk“, die er eigens für das Album ins Leben gerufen hatte, reservieren. Innerhalb eines Monats sollte das Boxset ausgeliefert werden, was aber nicht geschah. Im Juli sagte Prince, das Album werde Weihnachten 1997 erscheinen, aber auch dieser Termin kam nicht zustande. Im August 1997 kündigte er über seine Website an, Crystal Ball werde erst dann veröffentlicht, wenn 100.000 Vorbestellungen vorlägen. In Interviews zeigte er sich in dieser Zeit vom Internet generell begeistert, weil er Musik aufnehmen könne, die die Fans sofort hören könnten. Gemäß Prince waren im Oktober 1997 schließlich 84.000 Vorbestellungen eingegangen und Crystal Ball wurde schließlich Ende Januar 1998 ausgeliefert.
Doch die Vorbestellung per Mailorder verlief zuweilen problematisch. Neben den wiederholten Verschiebungen und den spärlichen Informationen bezüglich des Veröffentlichungstermins von Crystal Ball gab es Beschwerden über einen unbefriedigenden Service von „1-800-New-Funk“; Vorbestellungen gingen verloren oder wurden versehentlich doppelt aufgenommen. Als schließlich bekannt gegeben wurde, Crystal Ball erscheine auch offiziell im Einzelhandel, waren mehrere Kunden darüber verärgert, weil zuvor ein exklusiver Vertrieb ausschließlich über Prince’ Website und per Mailorder versprochen worden ist. Ab Februar 1998 konnte Crystal Ball tatsächlich in Filialen von US-Unternehmen wie Best Buy, Blockbuster Music und The Musicland Group Inc. käuflich erworben werden, allerdings als Vierfachalbum ohne die CD Kamasutra, dafür aber mit einem Booklet ausgestattet, was bei dem Boxset nicht der Fall ist. Somit war Crystal Ball im Einzelhandel bereits verfügbar, während viele Kunden noch auf die Auslieferung ihrer Vorbestellungen warteten. Zudem verkauften die US-Unternehmen das Vierfachalbum günstiger als Prince’ Mailorderpreis von 60,50 US-Dollar inklusive Versandkosten (damals ungefähr 105 DM), was mehrere Kunden dazu veranlasste, ihre Vorbestellungen zu stornieren.
Auf Crystal Ball platzierte Prince insgesamt 30 Songs, davon 25 Studioversionen und fünf Remixe von zuvor veröffentlichten Stücken. Einen Song nahm er bereits im Jahr 1983 auf, neun in den Jahren 1985 bis 1986 sowie 20 von 1993 bis 1996. Repräsentativ für seine damals 20-jährige Karriere ist Crystal Ball jedoch kaum, weil er keine Songs mit The Revolution platzierte. Zwar kündigte Prince für das Jahr 1998 ein weiteres Album mit Namen Roadhouse Garden an, das er mit The Revolution aufgenommen hatte, veröffentlichte dieses letztendlich aber nicht.

### Disc I

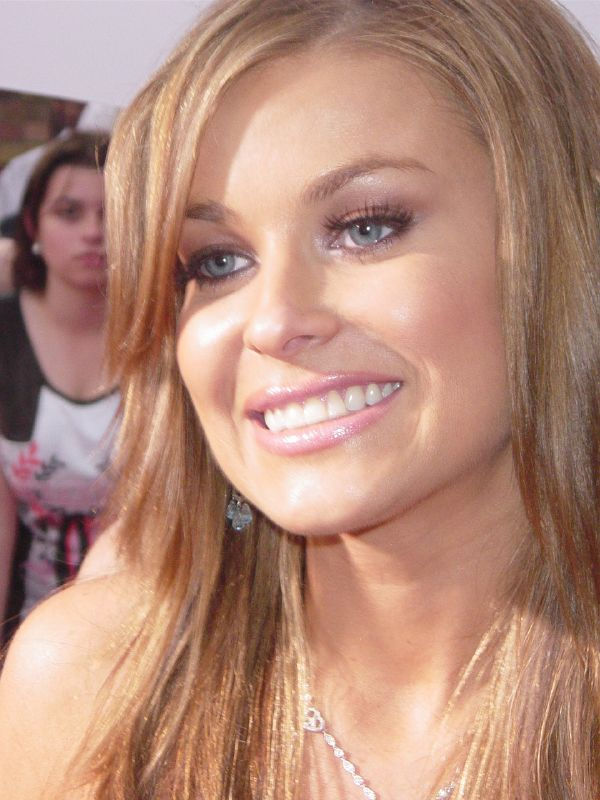
Carmen Electra, 2005

1. Bereits im Jahr 1986 nahm Prince ein Dreifachalbum mit Namen Crystal Ball auf, musste dieses aber auf Drängen von Warner Bros. Records auf ein Doppelalbum reduzieren und veröffentlichte es im März 1987 als Sign “☮” the Times. Das über zehn Minuten lange Titelstück spielte Prince am 17. April 1986 in seinem damaligen Heimstudio Galpin Blvd Home Studio in Chanhassen in Minneapolis ein. Nach Prince’ Tod wurde im September 2020 eine auf dreieinhalb Minuten gekürzte Version auf dem Album Sign o’ the Times Super Deluxe veröffentlicht.
2. Am 30. November 1985 spielte Prince im Tonstudio Washington Avenue Warehouse in Eden Prairie in Minnesota den Song Dream Factory ein, der als Titelstück für ein gleichnamiges Album im Juli 1986 geplant war, das er aber nicht veröffentlichte. Postum wurde das Stück Dream Factory auch auf dem Album Anthology: 1995–2010  im Jahr 2018 herausgebracht.
3. Den Song Acknowledge Me nahm Prince im Oktober 1993 in seinem Paisley Park Studio in Chanhassen in Minnesota auf. Ursprünglich platzierte er ihn auf seinem Album The Gold Experience, veröffentlicht im September 1995, ersetzte ihn aber durch P. Control.
4. Am 10. Oktober 1993 spielte Prince im Paisley Park Studio das Stück Ripopgodazippa ein und platzierte es anfangs ebenfalls auf The Gold Experience, strich es aber wieder von der Tracklist. Stattdessen ist der Song ausschnittsweise in dem im September 1995 veröffentlichten Film Showgirls zu hören, auf dem dazugehörenden Soundtrack ist er allerdings nicht zu finden.
5. Love Sign (Shock G’s Silky Remix) ist ein Remix des Songs Love Sign, den Prince Anfang 1994 mit Nona Gaye im Paisley Park Studio aufnahm und im August 1994 auf dem Sampler 1-800 New Funk bei seinem eigenen Label NPG Records veröffentlichte. Den Remix gestaltete im Frühjahr 1994 Shock G, Gründer der Hip-Hop-Band Digital Underground. Love Sign ist der einzige Song, dessen Autorschaft Prince mit Nona Gaye teilt, obwohl sie mit We March (1995) und Girl 6 (1996) an zwei weiteren Songs mitgewirkt hatte.
6. Am 10. November 1993 nahm Prince mit The New Power Generation Hide the Bone im Studio Guillaume Tell in Suresnes in Frankreich auf. Der Liedtext stammt unter anderem von der Soulsängerin Brenda Lee Eager (* 8. August 1947), die Prince über Mavis Staples kennenlernte; Staples ist mit ihr befreundet und arbeitete seit 1990 mit Prince immer wieder zusammen.
7. Im November 1996 spielte Prince 2morrow im Paisley Park Studio ein. In einem damaligen Interview sagte er, es sei der einzige Song, den er nach Fertigstellung von Emancipation aufgenommen habe, weil seine damalige Ehefrau Mayte Garcia ihn gebeten habe, weniger Musik als zuvor aufzunehmen. Bereits am 20. November 1996 wurde 2morrow erstmals im US-Radio gespielt.
8. So Dark ist ein Remix des Songs Dark, den Prince am 2. Januar 1993 im Paisley Park Studio aufnahm und im August 1994 auf seinem Album Come veröffentlichte. Die Remixversion entstand vermutlich Anfang 1994.
9. Am 14. März 1986 spielte Prince Movie Star im Galpin Blvd Home Studio ein und platzierte den Song auch auf dem Album Dream Factory. Zwar notierte er in den Liner Notes von Crystal Ball, er habe das Stück für The Time geschrieben, doch zum Aufnahmezeitpunkt existierte die Band gar nicht. Außerdem ist in den Liner Notes „D’Angelo’s favorite Bootleg“ zu lesen.
10. Der Song Tell Me How U Wanna B Done ist im Wesentlichen ein Remix von der Nummer The Continental, die Prince mit Carmen Electra im Januar 1992 im Paisley Park Studio aufnahm und im Oktober 1992 auf seinem Album Love Symbol veröffentlichte. Im Jahr 1994 gestaltete Kirk Johnson den Remix. Gemäß den Liner Notes von Crystal Ball „belohnte“ ihn Prince dafür, weil Johnson „den Produzentenjob“ vom Album Emancipation übernahm. Außerdem teilte Prince mit, das Musikvideo zu Tell Me How U Wanna B Done „ist nach Freigabe von Carmens Gewissen verfügbar“. Da dieses Video niemals zu sehen war, ist bis heute (2025) unklar, ob überhaupt ein entsprechendes Musikvideo produziert wurde.

### Disc II

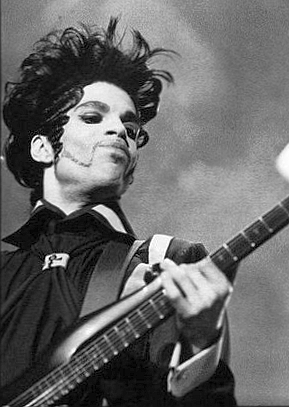
Prince, 1993

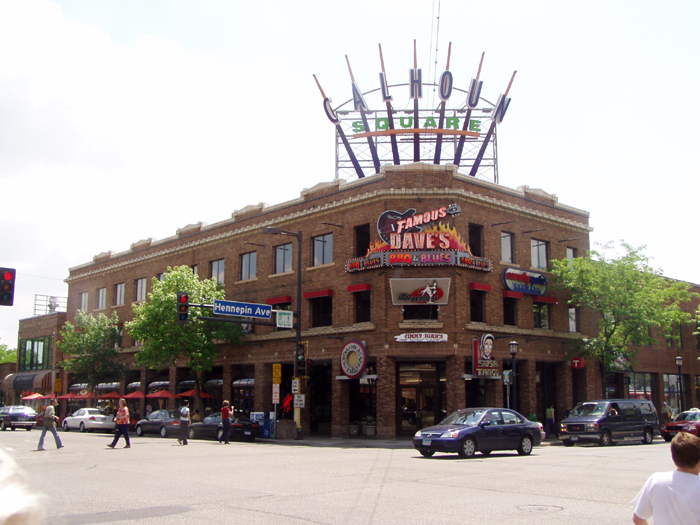
Das Einkaufszentrum Calhoun Square im Jahr 2006, das seit Oktober 2020 Seven Point heißt

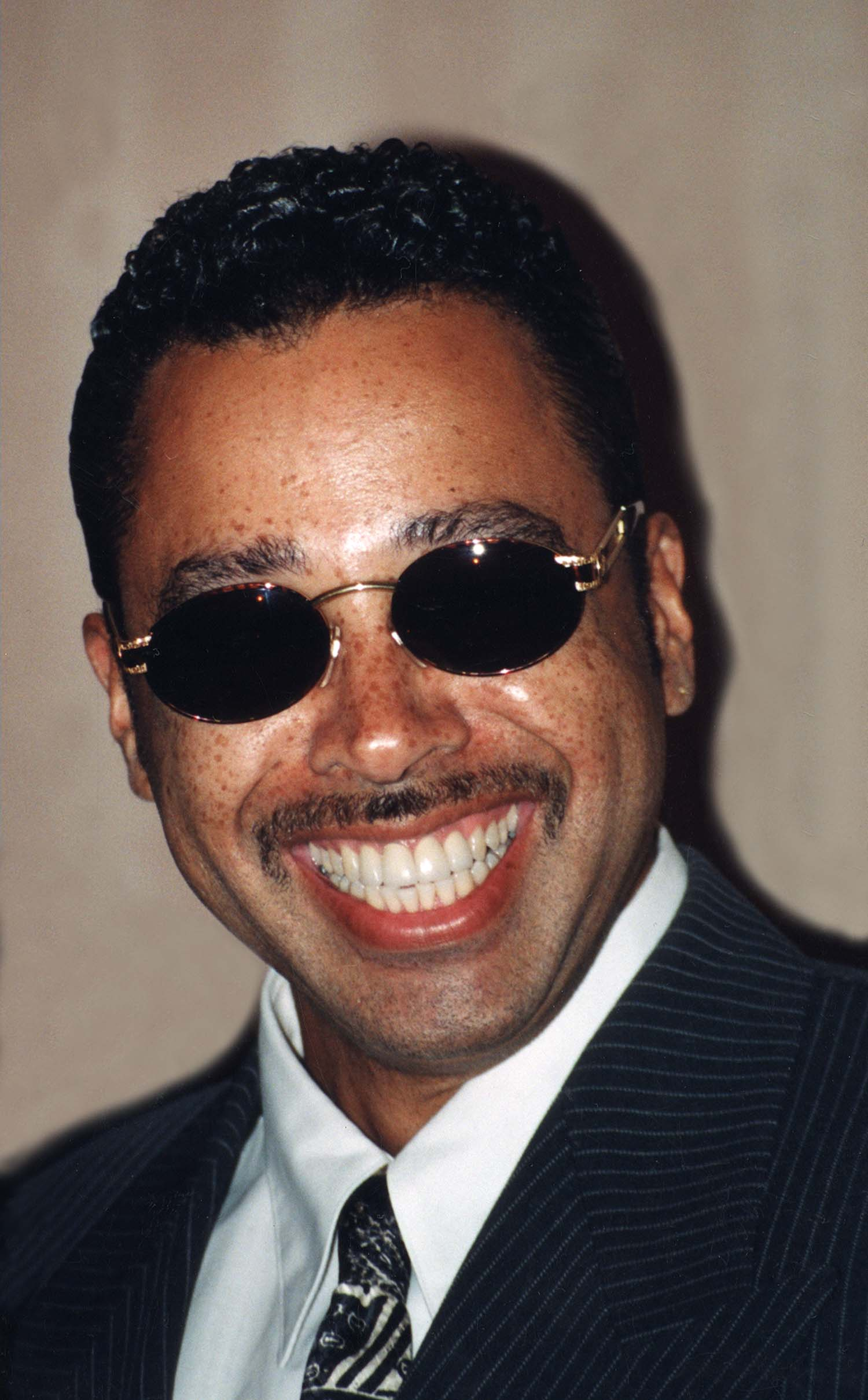
Morris Day, 1996

1. Anfang Juni 1993 spielte Prince den Song Interactive im Paisley Park Studio ein und platzierte ihn zuerst auf Come, dann auf The Gold Experience, ersetze ihn aber durch Endorphinmachine, weil er der Meinung war, miteinander würden die beiden Songs nicht harmonieren. Am 7. Juni 1994, seinem 36. Geburtstag, veröffentlichte Prince Interactive bereits als Audio-Track auf der gleichnamigen CD-ROM, allerdings in einer etwas kürzeren Version als auf Crystal Ball zu hören ist.
2. Die Aufnahme von Da Bang stammt vermutlich aus dem Frühjahr 1995. Gemäß den Liner Notes habe sich Prince in Los Angeles in Kalifornien „gelangweilt“ und spielte infolgedessen den Song innerhalb eines Tages ein, gab das Aufnahmestudio aber nicht an. Dann sei er „in einer Limousine herumgefahren“ und habe Da Bang „32 Mal gehört“. Mitte 1995 platzierte er den Song auf einem Album mit Namen Playtime by Versace, veröffentlichte dieses aber nicht.
3. Calhoun Square nahm Prince am 15. Juni 1993 im Paisley Park Studio auf, wobei der Song für kein bestimmtes Album geplant war. Postum wurde das Stück als B-Seite von der am 5. April 2019 veröffentlichten limitierten Vinyl-Single Rock ‘N’ Roll Is Alive! (And It Lives In Minneapolis) platziert.
4. Ungefähr zwei Wochen vor Bekanntgabe seiner Namensänderung am 7. Juni 1993 spielte Prince Mitte Mai What’s My Name im Paisley Park Studio ein. Es ist nicht bekannt, ob er den Song für ein bestimmtes Album geplant hatte. In den Liner Notes schrieb er: „Nachdem es immer mehr Lutscher mit dem Namen Prince gab, kam das Original mit diesem hier.“
5. Am 13. September 1986 nahm Prince das Stück Crucial im Galpin Blvd Home Studio in Chanhassen in Minneapolis auf und platzierte es ursprünglich auf seinem Album Sign “☮” the Times, ersetzte es dann aber durch Adore. Im Jahr 2018 wurde Crucial auch auf dem Album Anthology: 1995–2010  postum veröffentlicht. Außerdem wurde im September 2020 mit Crucial (Alternate Lyrics) eine um eine Minute längere Version mit Arrangeur Clare Fischer und Saxofonist Eric Leeds auf dem Album Sign o’ the Times Super Deluxe herausgebracht.
6. Das Stück An Honest Man spielte Prince am 5. November 1985 im mobilen Tonstudio Pumacrest Mobile Recording Unit in Nizza ein, als er damals mit Dreharbeiten seines Films Under the Cherry Moon – Unter dem Kirschmond (1986) in Frankreich beschäftigt war. Zwei Wochen später überarbeitete er den Song im Tonstudio Washington Avenue Warehouse in Eden Prairie in Minnesota. Während die veröffentlichte Version eine verkürzte A-cappella-Version ist, kann im Film eine Instrumentalversion in voller Länge gehört werden.
7. Sexual Suicide nahm Prince am 10. und 11. August 1985 im Washington Avenue Warehouse auf und platzierte den Song auf dem letztendlich nicht veröffentlichten Album Dream Factory. In den Liner Notes von Crystal Ball schrieb Prince, Sheila E. habe ihm gezeigt, wie der Drumbeat gespielt werde. Doch als Co-Autorin wird sie nicht genannt.
8. Während einer zweitägigen Pause seiner 1999-Tour nahm Prince am 27. März 1983 den Song Cloreen Bacon Skin im Tonstudio Sunset Sound Studio in Los Angeles auf. In den Liner Notes vertritt er die Meinung, dieser Song sei „am meisten erklärungsbedürftig“ und gibt an, das Stück für das zweite Studioalbum What Time Is It? von The Time geschrieben zu haben. Doch diese Angabe kann nicht stimmen, weil jenes Album bereits im August 1982 erschienen war.
9. Good Love nahm Prince am 30. Oktober 1986 im Sunset Sound Studio in Los Angeles auf. Er schrieb den Song „während einer intensiven Phase der musikalischen Veränderung“, da er zwei Wochen zuvor seine Begleitband The Revolution offiziell aufgelöst hatte. Dennoch war er „in dieser Zeit glücklich und sehr optimistisch über seine musikalischen Möglichkeiten mit einer neuen Besetzung von Musikern, zu denen auch Sheila E. gehörte“, merkte Prince in den Liner Notes an. Anfang November 1986 platzierte er den Song auf seinem Album mit Namen Camille, Ende November dann auf Crystal Ball, aber beide Alben brachte er nicht heraus. Stattdessen ist Good Love auf dem Soundtrack des im März 1988 veröffentlichten Films Bright Lights, Big City zu hören. Es war das erste Mal, dass Prince einen zuvor unveröffentlichten Song auf einem Soundtrack platzierte, wobei diese Version 16 Sekunden länger als auf Crystal Ball ist. Good Love ist der einzige Prince-Song, den er unter drei verschiedenen Pseudonymen herausbrachte; 1986 als „Camille“ auf dem gleichnamigen Album, 1988 als „Prince“ auf dem Soundtrack Bright Lights, Big City und 1998 als „Symbol“ auf Crystal Ball.
10. Den Song Strays of the World spielte Prince wie What’s My Name Mitte Mai 1993 im Paisley Park Studio ein. Ursprünglich war das Stück für ein Broadway-Musical gedacht. „Prince traf sich manchmal mit potenziellen Mitarbeitern, um Ideen für Musicals zu besprechen“, schrieb er in den Liner Notes über sich selbst in der dritten Person. „Bei diesen Treffen wurde in der Regel der ‘Inspirationsbrunnen’ aufgedreht und komplexe, introspektive Songs wie dieser flossen hervor“, fügte er hinzu. Letztendlich platzierte Prince das Stück auf seinem Album Come, strich es aber wieder von der Tracklist. Im Jahr 2018 wurde der Song auch auf Anthology: 1995–2010 herausgebracht.

### Disc III

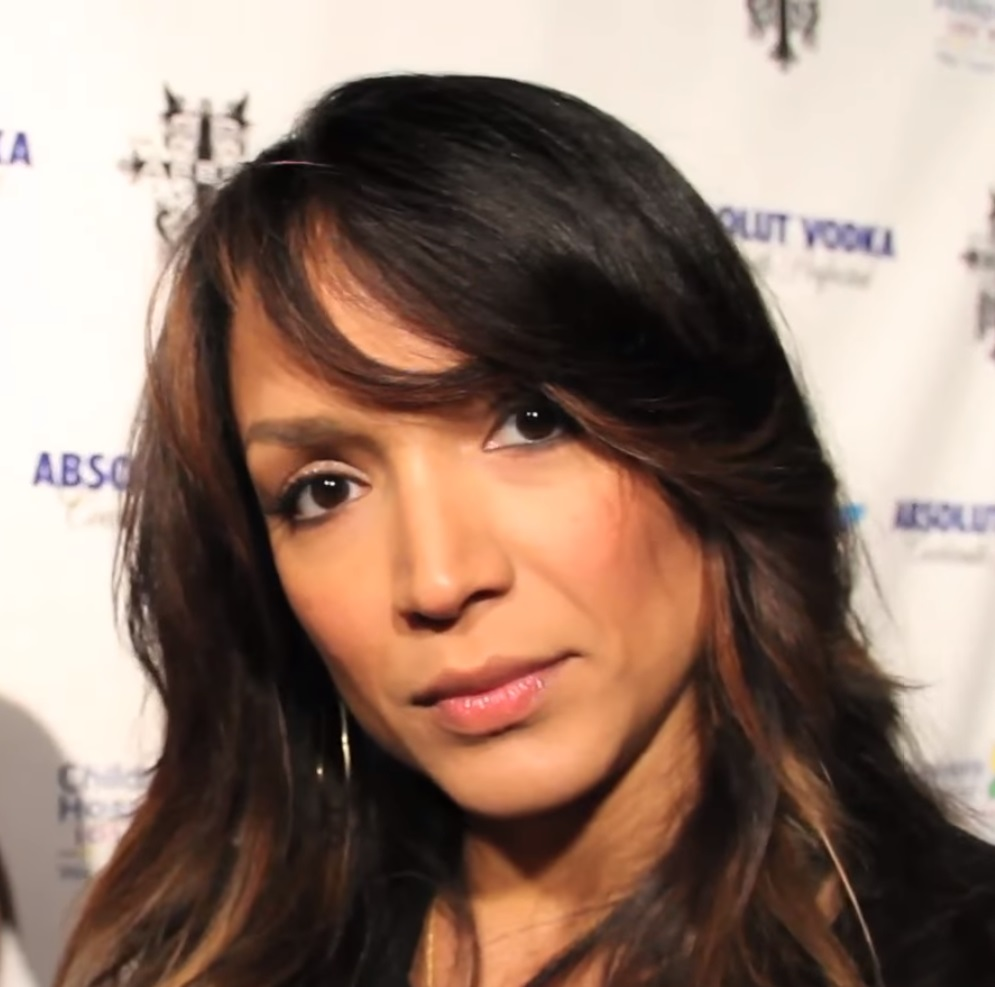
Mayte Garcia, 2013

1. Am 18. Januar 1994 spielte Prince Days of Wild im Paisley Park Studio ein, allerdings als Studioversion. Diese platzierte er auf The Gold Experience, strich sie aber wieder von der Tracklist. Zur Begründung sagte seine damalige Ehefrau Mayte Garcia, Prince habe für den Song „andere Pläne“. Welche das waren, blieb unbekannt und die Studioversion ist bis heute (2025) unveröffentlicht. Die Liveversion auf Crystal Ball stammt von einem Konzert, das Prince am 9. Dezember 1995 im Paisley Park Studio absolvierte. Gemäß den Liner Notes ist diese „die Lieblingsversion“ der damaligen Mitglieder von The New Power Generation.

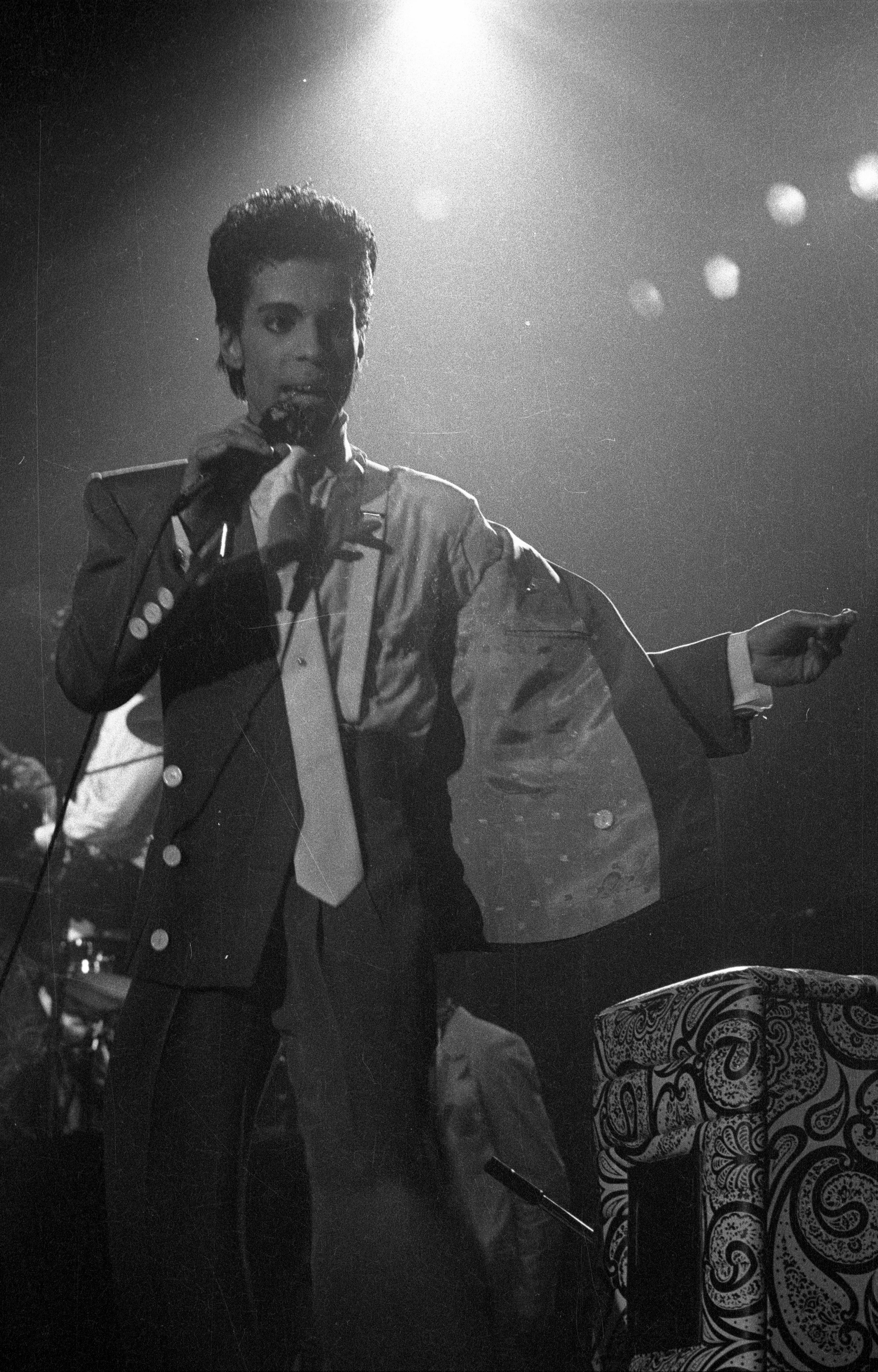
Prince, 1986

2. Last Heart nahm Prince am 12. Januar 1986 im Sunset Sound Studio in Los Angeles auf; der Song war anfangs auch für Dream Factory vorgesehen. Eigentlich war er nur als Demoaufnahme gedacht und Prince „hatte immer vor, diesen Song neu aufzunehmen, kam aber nie dazu“, schrieb er in den Liner Notes von Crystal Ball.
3. Das Stück Poom Poom spielte Prince wahrscheinlich im Frühjahr 1995 im Paisley Park Studio ein und ließ es am 25. August 1995 offiziell urheberrechtlich schützen. Der Song war nie für ein bestimmtes Album geplant, notierte er in den Liner Notes.
4. She Gave Her Angels nahm Prince vermutlich Anfang 1996 im Paisley Park Studio auf. Er platzierte das Stück auf einem Album namens Happy Tears, das anlässlich der Schwangerschaft von Mayte Garcia in einer Pressemitteilung am 1. April 1996 „als Geschenk an ihr neugeborenes Kind“ angekündigt wurde. Happy Tears war ein Multimedia-Projekt, bestehend aus einer CD mit mindestens acht Songs, einem Kinderbuch und einer Vorlesekassette mit den Geschichten des Buches. Das Projekt brach Prince aber ab, als bei Garcia Komplikationen in der Schwangerschaft auftraten und der Sohn eine Woche nach seiner Geburt am 23. Oktober 1996 am Pfeiffer-Syndrom Typ 2 starb. Fünf Tage später trat Prince am 28. Oktober in der Sendung Muppets Tonight auf und spielte unter anderem She Gave Her Angels. Der Auftritt wurde allerdings erst am 4. Mai 1997 im spanischen und am 13. September 1997 im US-Fernsehen ausgestrahlt.
5. Im Sommer 1994 gestaltete Prince eine Remixversion des Songs Come, den er ursprünglich am 2. Januar 1993 im Paisley Park Studio aufgenommen hatte. Aus diesem Remix kreierte er den Track 18 & Over, den er anfangs auf der Extended Play mit Namen Come EP platzierte. Im Jahr 1995 war 18 & Over dann auf dem Album Playtime by Versace zu finden, doch weder die EP noch das Album wurde von Prince veröffentlicht.
6. Den Song The Ride nahm Prince am 14. Juni 1993 im Paisley Park Studio auf. Zwar veröffentlichte er das nur als Liveversion existierende Stück bereits am 6. März 1995 auf den beiden Videoalben The Sacrifice of Victor und The Undertaker auf VHS, aber in jeweils anderen Versionen als auf Crystal Ball. Die auf diesem Album vorhandene Liveversion stammt vom 29. Oktober 1995, als er ein Konzert im Paisley Park Studio gab. In den Liner Notes merkt Prince jedoch folgendes an: „Diese spezielle Version ist nicht unbedingt die beste, aber die Overdubs und der Live-Vibe halten sie im Zaum“. Die auf The Sacrifice of Victor vorhandene Version sei deswegen „fesselnder“, weil „ihre Inspiration beim Konzert anwesend war“. Er erläuterte aber nicht, wen er mit „ihre Inspiration“ meinte und teilt lediglich mit: „Sie weiß, wer sie ist!“ Im August 2003 veröffentlichte Prince The Ride in einer Liveversion von 2002 als Bonustrack auch auf der DVD Live at the Aladdin Las Vegas.
7. Get Loose ist ein Remix des Songs Loose!, den Prince Anfang Februar 1993 in seinem Paisley Park Studio aufnahm und auf seinem Album Come im August 1994 veröffentlichte. Die Remixversion spielte er vermutlich Anfang 1994 ein; sie ist auch unter (Lemme See Your Body) Get Loose! bekannt.
8. Die Originalversion von P. Control nahm Prince am 25. Juli 1994 im Paisley Park Studio auf und ist auf The Gold Experience zu hören, die Remixversion entstand Ende 1994 oder Anfang 1995. Eine verkürzte Version veröffentlichte er als Pussy Control (Club Mix) (Edit) bereits im Juli 1995 auf seinem Album The Versace Experience (Prelude 2 Gold) .
9. Nachdem sich Prince das Album Fresh (1973) von Sly & the Family Stone angehört hatte, nahm er am 7. August 1986 den Song Make Your Mama Happy im Galpin Blvd Home Studio in Chanhassen in Minnesota auf. Außerdem wollte er mit dem Song seiner damaligen Verlobten Susannah Melvoin beweisen, „Mpls was in the house“ („dass Minneapolis anwesend ist“), behauptet Prince in den Liner Notes.
10. Das Stück Goodbye nahm Prince ursprünglich als (Excuse Me Is This) Goodbye im Paisley Park Studio auf, vermutlich im Jahr 1994. Im Dezember 1994 fügte Clare Fischer entsprechende Arrangements ein und Prince überarbeitete das Stück erneut im Jahr 1995. Dann platzierte er es auf seinem Album Emancipation, ersetzte es aber durch The Holy River, wie er in den Liner Notes von Crystal Ball angibt.

## Gestaltung des Covers
Das Fünffach-Album erschien in einem durchsichtigen runden Plastik-Gehäuse in der Größe einer CD, aber ohne Booklet. Selbst die Tracklist ist nicht abgedruckt. Ein Booklet samt Tracklist konnte Ende der 1990er Jahre über eine entsprechende Prince-Website online heruntergeladen werden. Zwar wurde diese Website nach seinem Tod reaktiviert und kann angeschaut werden, doch ein Download ist technisch nicht mehr möglich.
Erst die als Vierfachalbum veröffentlichte Version von Crystal Ball war mit einem Booklet ausgestattet. Auf den 20 Seiten verfasste Prince zu jedem der 30 Songs Anmerkungen in den Liner Notes, wobei er von sich oft in der dritten Person schreibt. Die 30 Liedtexte sind abermals nicht abgedruckt und konnten nur über die entsprechende Prince-Website heruntergeladen werden.
Artdirector Steve Parke (* 1963) war für die Verpackung und die Gestaltung des Booklets zuständig. Ursprünglich wollte er beides komplett anders kreieren; eigentlich sollte es eine „richtige Kristallkugel zum Aufklappen werden, mit eingehängten CDs“, sagte er. Zudem sollte es einerseits wie eine Raubkopie aussehen, anderseits wie dieses „coole Produkt“, das „in deinem Regal steht und richtig klasse aussieht“. Doch als über einen Vertrieb mit Best Buy verhandelt wurde, machte das US-Unternehmen „Vorgaben für die Verpackung, was unsere Idee kaputt machte“. Letztendlich sei die verwirklichte Version „der Weg des geringsten Widerstands“ gewesen, aber nicht das, was er sich erhofft hatte, meinte Parke.

## Musik und Liedtexte
Die Musik zählt zu den Genres Contemporary R&B, Funk, Pop, Rockmusik und Soul. Zudem sind einzelne Songs von Blues, Hip-Hop und Reggae inspiriert. Die Liedtexte handeln vorwiegend von Liebe, Sex und zwischenmenschlichen Beziehungen. Neben seinem charakteristischen Falsettgesang benutzt Prince auch tiefere Stimmlagen.

### Disc I
1. Crystal Ball
Das knapp 11-minütige Titelstück besitzt Elemente aus dem Bereich Funk, Pop und Rock. Es wirkt zuweilen nicht fokussiert komponiert, besitzt aber eine anspruchsvolle Struktur. In den ersten eineinhalb Minuten sind lediglich eigentümliche Synthesizer-Sounds mit einem Drumbeat zu hören, bevor Prince mit dem Gesang einsetzt. Ursprünglich plante er einen Scherz; er wollte die einleitende Musik ausschließlich auf den linken Kanal legen, um die Zuhörer zu irritieren und vorzugaukeln, der rechte Kanal ihrer Stereoanlage sei defekt. Letztendlich verwarf er aber diese Idee. Nach der einleitenden Musik führt Prince eine einfache Vier-Noten-Synthesizer-Bass-Figur ein, die während des Großteils vom Song wiederholt wird. Die Instrumentierung erweitert er nach und nach mit Schlagzeug, Keyboard und Rhythmusgitarre. Zudem fügte Clare Fischer punktuell entsprechende Arrangements ein, bevor diese entfernt oder dezenter im Hintergrund belassen werden. Nach fünf Minuten beginnt der Song mit einem anderen Segment, das sich auf Marimba und Gitarre konzentriert, wobei der Synthesizer-Bass weiterhin das Fundament bildet. Nach Bass- und Gitarrensoli baut sich der Song zu einem Crescendo auf, wenn Fischers bedrohlich wirkende Streicher in den Vordergrund treten. Nach einem energischen Schlagzeugspiel von Prince kehrt der Song dann wieder zum Anfangsthema zurück. Prince nahm den Song am 17. April 1986 auf und damit zwei Tage nach der Operation El Dorado Canyon, ein US-amerikanischer Luftangriff gegen Ziele in Libyen, was sich im Liedtext widerspiegelt; er drückt Ängste vor einem bevorstehenden Krieg aus und beschreibt eine Welt in Aufruhr, in der überall Bomben explodieren, „Hass schreitet voran“. Er argumentiert, ungezügelter Hedonismus sei die einzig vernünftige Reaktion auf die Angst vor dem Tod. Außerdem fragt Prince seine Freundin mehrfach, ob sie „jemals eine Kristallkugel [Crystal Ball] besaß“, mit der sie die Zukunft hätte voraussagen zu können. Eine weitere Textzeile lautet: „Mein Baby malt Bilder von Sex. Überall an den Wänden in grafischen Details – Sex!“ Diese Aussage bezog sich auf ein Wandgemälde mit zwei nackten Nymphen in voller Größe, inklusive Brustwarzen und Schambehaarung, das seine damalige Verlobte Susannah Melvoin in einem Raum aufgehängt hatte, der an Prince’ Tonstudio angrenzte. Den Liedtext trägt er mittels Pitch-Shifting vor, wodurch seine Stimme beschleunigt wird, Melvoin ist in den Backing Vocals zu hören. In den Liner Notes merkte Prince an, er habe den Song „in einer Deepbluefunk-Depression“ geschrieben, als er über seine Zukunft im Musikbusiness nachdachte, das mehr Geschäft als Musik geworden sei. Sein einziger Trost in dieser Zeit war seine anhaltende Suche nach einer Seelenverwandten. „Alles, was zählt, ist die Liebe, die wir heute Nacht machen. Der Gedanke, während der Apokalypse Liebe zu machen, war für uns zu dieser Zeit sehr interessant“, schrieb er.[6][28][29]
2. Dream Factory
Bei dem aus dem Genre Funk und Pop stammende Song spielte Prince alle Instrumente selbst ein. Das Stück scheint eher als Einleitung zu einem Gesamtwerk gedacht gewesen zu sein, als dass es für sich alleine bestehen könnte. Zurückhaltend gesungene Strophen stehen im Kontrast zu einem lauteren und eindringlichen Refrain, der gemeinsam von Lisa Coleman, Susannah und Wendy Melvoin sowie Prince vorgetragen wird. Seine Stimme wechselt sich im gesamten Song durchgehend mit seiner normalen Stimmlage und der im beschleunigten Gesangsstil ab. Der Liedtext handelt „von einem Wendehals“, „der sich nach einer kurzen Erfolgsserie in einem Dunst aus Wein, Frauen und Pillen verlor“, wie Prince in den Liner Notes vermerkte. „Diese Person ist nicht Prince“, fügte er ausdrücklich hinzu. Gemeint ist Paul Peterson (* 18. Oktober 1964), der unter seinem Pseudonym „St. Paul“ Leadsänger bei Prince’ musikalischen Nebenprojekt The Family war und im Jahr 1985 die Band verlassen hatte. Beispielsweise singt Prince: „Nimm es nicht zu ernst, es ist nur ein Traum. Vergiss deine Freunde nicht, sie sind alles, was du hast.“[6][30]
3. Acknowledge Me
Der ebenfalls dem Genre Funk und Pop zuzuordnende Song beginnt mit einem Schrei, der von Prince’ ehemaliger Backgroundsängerin Boni Boyer (* 28. Juli 1958; † 4. Dezember 1996) stammt; er entnahm diesen Schrei aus seinem im Dezember 1987 komponierten und bis heute (2025) unveröffentlichten Stück mit Namen The Line. Der Song Acknowledge Me besitzt einen markanten Refrain, der eine charakteristische Synthesizer-Hookline enthält, der Schlagzeug-Beat ist hart und metallisch. Im Liedtext begehrt Prince eine Frau, die sich auf ihn aber nicht endgültig einlassen möchte. Er fragt, wie sie sich anderen Typen sexuell hingeben kann, obwohl sie gedanklich bei ihm ist. Gegen Ende des Songs fügte Prince eine von ihm verlangsamt gesprochene Liedtextzeile aus dem damals unveröffentlichten Song All My Dreams (1985) ein,[6][30] der im September 2020 auf dem Album Sign o’ the Times Super Deluxe herausgebracht wurde.

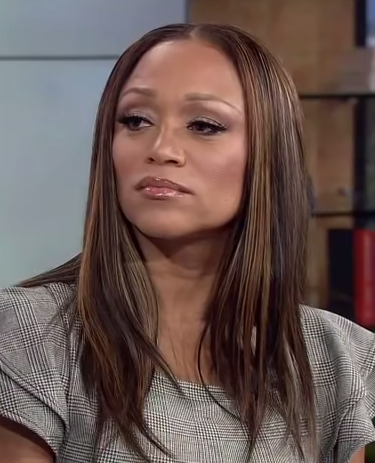
Chanté Moore, 2018

4. Ripopgodazippa Chanté Moore, 2018
Das Stück ist nach Blue Light (1992) aus dem Album Love Symbol Prince’ zweiter Song aus dem Genre Reggae. Ripopgodazippa ist eine entspannte und sanfte Nummer, die wenig melodische Abwechslung bietet und von daher überwiegend eintönig wirkt. Zudem besitzt der Song keinen klaren Refrain. Erst gegen Ende wird er durch ein Keyboard- und Horn-Motiv sowie von einem Klarinettensolo aufgelockert, was beides vom Blechbläserquintett Hornheads gespielt wird. Der Liedtext ist zuweilen sehr anzüglich und Prince deutet an, wie er mit einer Frau Deepthroating und Oralverkehr hat, was „auf dieser Hantelbank, die ich normalerweise für Gewichte benutze“ und auf einem „falschen Lammfell“ vollzogen wird. Während des Liebesakts lief im Hintergrund das Album Precious (1992) von der US-R&B-Sängerin Chanté Moore (* 17. Februar 1962), wie Prince in den Liner Notes bestätigte und im Liedtext ebenfalls erwähnt ist; Moore wirkte auch auf seinem Album Emancipation (1996) mit. Die Textzeile „flick of the pink plush“ verwendete Prince bereits 1994 im Song Space vom Album Come.[6][10]
5. Love Sign (Shock G’s Silky Remix)
Der von Shock G gestaltete Remix enthält durchgehend eine gesampelte Synthesizer-Linie aus dem Song D.M.S.R. (1982) vom Album 1999. Das Scratching stammt von DJ Fuze (* 1970), der wie Shock G damaliges Mitglied von der US-Hip-Hop-Band Digital Underground war. Im Vergleich zur Originalversion von Love Sign besitzt der Remix einen entspannten und lockeren Groove, der die Energie der Originalversion vermissen lässt. Der Liedtext enthält eine eindeutige Anti-Gewalt-Botschaft: „Wenn ihr lieber Liebe machen und ein bisschen Spaß haben wollt, werft das Zeichen der Liebe [Love Sign] alle hoch und nicht die Waffe“, singt Prince beispielsweise. In den Backing Vocals ist Nona Gaye zu hören.[23]
6. Hide the Bone
Der Track ist aus dem Genre Funk besitzt einen markanten Rhythmusgitarren-Lick mit einem wummernden E-Bass und lauten dominierenden Drums, Prince’ Stimme ist intensiv und gefühlvoll. In den Liner Notes notierte er: „Gitarre und Gesang von yo mama!“ Der leicht anzügliche Liedtext handelt von sexueller Begierde; Prince merkt, er verliert die Fassung, als die Frau seinen Widerstand bricht und gibt zu, dass er „es nicht mehr halten kann“. Der Liedtext wurde von Brenda Lee Eager und Hilliard Wilson verfasst, die beide auch den Liedtext zu Somebody’s Somebody (1996) aus Emancipation mit Prince geschrieben hatten.[10]
7. 2morrow
Das Stück ist aus dem Bereich Funk mit subtilen jazzigen Blasinstrumenten, die um eine fließende Basslinie herum geschaffen wurde. Der Song enthält ein wiederholtes Sample des Refrains von The Most Beautiful Girl in the World. Im Liedtext begehrt Prince eine Frau so sehr, dass er Angst vor den Konsequenzen ihrer Liebe hat und warnt: „Ich werde an meiner Liebe zu dir sterben, Baby“. Er setzt sowohl seine normale Stimmlage als auch seine Falsettstimme ein, zudem spricht er einigen Liedtext.[10]
8. So Dark
Im Vergleich zur Originalversion Dark vom Album Come verfügt der Remix So Dark über einen fast komplett neuen Backing Track. Prince’ Gesang und der Bläserpart wurden aus dem Original zwar beibehalten, aber er fügte ein effektiveres, nuanciertes Keyboardspiel hinzu. Die neuen musikalischen Elemente verstärken die Melancholie des Liedtexts, der von einem Mann handelt, der von einer Frau verlassen wurde, die ihn schlecht behandelte. Im Gesamtbild besitzt der Remix eine eindringliche Qualität, die im Original fehlt.[23]
9. Movie Star
Der Song ist aus dem Genre Funk und Pop und im Intro ist der Song Jam of the Year (1996) von Emancipation dezent im Hintergrund einer Partyszene zu hören. Movie Star hat einen leichten Beat und die Musik wechselt zwischen einem funkigen Segment, das sich um einen Rhythmusgitarren-Part dreht, und einem Teil, bei dem eine ruckartige, high-pitched Synthesizerlinie und E-Bass im Vordergrund stehen. Im Liedtext macht sich Prince über die Filmwelt lustig und porträtiert einen ungekünstelten Filmstar, der sich auf eine Nacht vorbereiten will. Gegen Ende erzählt Prince ein lustig zu interpretierendes Szenario, in dem er eine junge Frau aus einem Club abholt und sie in seine „Hütte“ bringt. Er möchte sie verführen, doch die Frau schläft ein.[30]
10. Tell Me How U Wanna B Done Carmen Electra, 2005
Der Track ist aus dem Bereich Funk und Elektronische Tanzmusik; er kann als Fortsetzung vom Song The Continental (1992) von Love Symbol bezeichnet werden, besitzt aber einen härteren und ausgeprägteren Beat. Das Scratching stammt von William ‘DJ’ Graves, mit dem Prince 1991 und 1992 zusammenarbeitete. Die von Kirk Johnson neu abgemischte Version war bereits im Jahr 1995 in dem Song Kirk J’s B Sides Remix integriert, B-Seite der Prince-Single Purple Medley, die kommerziell nicht erfolgreich war. Im etwas anzüglichen Liedtext möchte Prince wissen, „wie du es machen willst“ – die Antworten trägt Carmen Electra in einer Art Sprechgesang vor.[23]

### Disc II
1. Interactive
Der Opener von Disc II ist dem Genre Rockmusik zuzuordnen, der auf einem E-Bass und einem Keyboard-Riff durch unisono basiert. Ein zweiter Abschnitt verlagert den Schwerpunkt auf Prince’ Gitarrenspiel. Zudem wiederholt das Keyboardspiel eine Singlenote, die wie ein Morsezeichen klingt, was zu einem musikalischen Spannungsbogen beiträgt. Prince’ Gesang wirkt leidenschaftlich und der Liedtext scheint das Liebesspiel mit einem interaktiven Videospiel zu vergleichen. Die auf dem Album vorhandene Version ist in vollständiger Länge zu hören, die auf der CD-ROM (1994) veröffentlichte Version wurde um 15 Sekunden gekürzt.[31]
2. Da Bang
Der Track zeigt eine experimentellere Seite von Prince; der Song ist ein düsteres, krudes und gitarrenlastiges Stück aus dem Bereich Rock, weswegen es auch auf seinem Album Chaos and Disorder (1996) hätte platziert werden können. Da Bang wechselt zwischen zwei unterschiedlichen Abschnitten; einem ruhigeren, der sich um eine sich wiederholende Gitarren-Phrase dreht und einem schnellen Teil mit Gitarrenspiel. Im Gesamtbild wirkt der Song aber zuweilen mehr wie ein unfertiges Experiment als eine fertige Komposition. Im Liedtext präsentiert sich Prince als Verführer und verspricht einer Frau, dass er „wie eine Marionette an der Schnur tanzen und singen wird“, wenn sie mit ihm Sex haben will. Phasenweise ist der Liedtext aber kaum verständlich zu hören, da Prince seinen Gesang mit einem entsprechenden Effekt bearbeitet hat, der den Eindruck entstehen lässt, als würde er unter Wasser singen.[23]
3. Calhoun Square Das Einkaufszentrum Calhoun Square im Jahr 2006, das seit Oktober 2020 Seven Point heißt
Das Stück ist ebenfalls aus dem Genre Rock, aber mit Einflüssen von Blues. Der Song basiert sowohl auf einem Bass- als auch Keyboard-Riff, das sich mit einem zweiten Abschnitt abwechselt, der sich auf Prince’ Gitarrenspiel konzentriert. In den Liner Notes schrieb er: „Guitar and Clav by yo grandma!“ Den Song benannte Prince nach dem Einkaufszentrum Calhoun Square in Minneapolis und im Liedtext beschreibt er es als loyalen Ort: „Es spielt keine Rolle, was du für Kleidung trägst oder welche Haarfarbe du hast – wenn du verrückt bist, ist es den Leuten egal und sie starren dich nicht an“, singt er.[6][10]
4. What’s My Name
Der düster, zuweilen unheimlich und dramatisch wirkende Song ist aus dem Bereich Funk und Rock. Ein Abschnitt, in dem Prince den Liedtext über eine karge Bass- und Schlagzeuguntermalung flüstert, wechselt sich mit einem heftigeren und chaotischeren Abschnitt mit lebhaftem Schlagzeug- und Bassspiel ab. Im Liedtext scheint er seine Enttäuschung über Warner Bros. Records auszudrücken, von denen er das Gefühl hatte, dass sie „Prince“ zu einem Produkt gemacht hatten. „Nimm meinen Namen, ich brauche ihn nicht. Es gibt sowieso nichts, was dasselbe sagt. Nehmt meinen Ruhm, ich brauche ihn nicht“, lauten die ersten Zeilen. Da Prince seinen Gesang zum Teil sehr tief abgemischt hat, kann der Liedtext phasenweise nur schwer verstanden werden.[31]
5. Crucial
Bei der gefühlvollen R&B-Ballade aus dem Bereich Pop spielte Prince alle Instrumente selbst ein. Im Liedtext will er, dass ihm seine Geliebte „alles zeigt“, denn „unsere Liebe muss entscheidend [Crucial] sein. Entscheidend für alles von A bis Z“. Sein Gesang besitzt einen signifikanten Hall und er trägt das Stück in dem für ihn typischen Falsett vor.[6][31] Im Jahr 2020 wurde eine dezent andere Version mit Namen Crucial (Alternate Lyrics) auf dem Album Sign o’ the Times Super Deluxe veröffentlicht.
6. An Honest Man
Bei dem A-cappella-Stück ließ sich Prince beim Liedtext von Kristin Scott Thomas inspirieren, die Hauptdarstellerin in seinem Film Under the Cherry Moon – Unter dem Kirschmond aus dem Jahr 1986. Er singt aus der Perspektive des von ihm verkörperten Hauptdarstellers Christopher Tracy und vertritt die Meinung, die Liebe besiegt den Tod: „Ich werde dein Sklave sein, verstehe nur, wie sehr ich dich brauche. Und wenn ich sterbe, werden wir Seite an Seite zusammen sein.“[6][30]
7. Sexual Suicide
Der Song ist aus dem Genre Funk und Pop. Das Stück basiert auf spärlich arrangiertes Bass- und Schlagzeugspiel, dem Eric Leeds Saxophon-Parts hinzugefügte. Prince unterstützt mit Gitarrensynthesizer-Fills, gepaart mit Streicher-Parts von Clare Fischers Orchester. Der von Prince im Falsett gesungene Liedtext handelt von einem „sexuellen Selbstmord“, wobei er auf das Zölibat anspielt; wenn er die von ihm begehrte Frau nicht bekommt, wird er einen sexuellen Selbstmord wählen. In den Backing Vocals sind die Zwillingsschwestern Susannah und Wendy Melvoin zu hören.[30]
8. Cloreen Bacon Skin Morris Day, 1996
Der spontan entstandene Song aus dem Bereich Funk wird nur von Morris Day am Schlagzeug und Prince im Gesang sowie am E-Bass begleitet; den E-Bass spielte er mit Handschuhen. Der improvisierte Liedtext handelt von einer sexuellen Tändelei mit einer extrem hässlichen Frau, wobei der Liedtext humorvoll und mit Augenzwinkern zu interpretieren ist. Laut Liner Notes bestand der Sinn des Songs für Prince darin, einen funky Beat zu entwickeln, „auf den er die Instrumente legen konnte“. Seine Gesangsstimme beschreibt er selbst als „eine Alter-Ego-Stimme, die krank, temperamentvoll und sehr erschütternd“ ist. Die Basslinie „war nicht wichtig“ und der gesamte Song ist „aus dem Stegreif entstanden. Keine Texte oder Musik, selbst der Titelname wurde einen Sekundenbruchteil bevor du ihn hörst erfunden“, merkte Prince an.[6][30]
9. Good Love
Der temperamentvolle und fröhliche Song aus dem Genre Funk und Pop dreht sich um eine markant rhythmische Keyboard-Phrase, wobei ein Linn LM-1 Drumcomputer dominiert. Prince singt in seiner „Camille“-Stimme und im Liedtext begehrt er eine Frau, die „ein Feuer“ in ihm auslöst, wenn sie in seiner Nähe ist. Außerdem schildert er ein Land voller „Kirschkuchen und Apfelküsse“, wo „alles cool ist“. Zudem enthält der Liedtext einen Verweis auf die 3. Sinfonie von Gustav Mahler und am Ende von Good Love, als Prince „Gustav“ ruft, spielt er einen kleinen Ausschnitt aus dieser 3. Sinfonie. In den Backing Vocals ist Jill Jones zu hören, mit der Prince von 1982 bis 1990 immer wieder zusammenarbeitete.[6][32]
10. Strays of the World
Die Rockballade enthält mehrere verschiedenartige Segmente und Tempowechsel; Schlagzeugspiel und ein kompliziertes Keyboard-Motiv eröffnen den Song. Der Refrain enthält die Titelphrase, gefolgt von einer Variation des Anfangsmotivs. Prince fügte auch eine Bridge ein und spielt anschließend ein schnelles Gitarrensolo. Der Liedtext ist spirituell angehaucht und ist für „Jungs und Mädchen“ eine Einladung in das „Reich der Liebe“, wo „alle willkommen sind“. Am Ende des Songs haucht Prince „Come“.[31]

### Disc III
1. Days of Wild
Der aus dem Genre Funk stammende Song besitzt als Leitmotiv eine modifizierte Synthesizer-Linie, die an dem Jazzstandard Caravan (1936) von Duke Ellington und Juan Tizol angelehnt ist. Days of Wild beginnt mit den von Rain Ivana, in der Rolle vom NPG Operator, gesprochenen Sätzen „Willkommen in der Morgendämmerung. Sie haben gerade ‘The Wild Experience’ erreicht“; sie verkörpert diese Rolle bereits auf dem im Jahr 1995 veröffentlichten Album The Gold Experience. Den anschließenden Liedtext trägt Prince im Sprechgesang vor. Außerdem wiederholen sich die Gesangssamples „hold on to your wigs“ und „diss me“ von der Rapperin Dietra Moses, die auch unter den Pseudonymen Ninety 9 und Poet 99 bekannt ist. Die Samples stammen aus den Songs Burns 1 und The Mood for Love, die Prince im Jahr 1993 für sie produzierte, aber bis heute (2025) unveröffentlicht sind. In Days of Wild verurteilt Prince einige Aspekte, die in der Rapszene als üblich gelten, wie Drogenmissbrauch und den Gebrauch von Schusswaffen, beispielsweise singt er: „Pistolen und Weed? Bruder, bitte! Wir sind zu klug für solchen Unsinn“, oder: „Ich habe auch eine TEC-9, und die heißt ‘mein Gehirn’“. Zudem verurteilt er abfällige Bemerkungen gegenüber Frauen: „Nutte, Schlampe und Hure, das glaube ich nicht!“ Stattdessen sollten Frauen respektvoll behandelt werden und „jeden Tag gedankt werden“, aber niemals „vergewaltigt oder verprügelt werden“.[10]
2. Last Heart
Der lebhafte und funky Popsong enthält markantes Saxophonspiel von Eric Leeds. Im Liedtext behandelt Prince ein für ihn typisches Thema einer untreuen Geliebten und erklärt: „Baby, wenn du mir noch einmal das Herz brichst, wird es das letzte Herz sein, das du je brechen wirst“. In den Backing Vocals ist Susannah Melvoin zu hören.[30]
3. Poom Poom
Der Funk-Track besitzt sowohl monotones Bassspiel als auch einen monotonen Groove, der von einem Drumcomputer erzeugt wird. Die Nummer sollte „nur ein lustiger Song“ sein, „um eine Frau zum Lachen zu bringen“, merkte Prince in den Liner Notes an. Doch der Liedtext wirkt unfokussiert und die Wiederholung „poom poom“ im Refrain kann als nervig empfunden werden. Die Bezeichnung „Poom Poom“ dient als Metapher für Vagina.[6][10]
4. She Gave Her Angels Mayte Garcia, 2013
Das Stück beginnt als ruhige Klavier-Pop-Ballade und besteht aus einem melodischen Thema, das ohne Variation mit jeder Strophe wiederholt wird, was zur musikalischen Spannung beiträgt, da es keine Auflösung oder kontrastierenden Abschnitt gibt. Nach zwei Dritteln verwandelt sich der Song in eine laute, kraftvolle Rocknummer, bei der eine Gitarre die Melodie übernimmt. Als Inspiration für den spirituellen Liedtext diente Prince ein Erlebnis mit seiner damaligen Ehefrau Mayte Garcia, als beide zum ersten Mal in ihrer Ehe mehrere Tage am Stück nicht miteinander verbringen konnten. „Sie gab ihre Engel ihrem Mann, weil ihr Mann niemanden hatte, der auf ihn aufpasste, bis sie zurückkam“, singt Prince. In den Liner Notes erwähnt er, es sei „eine wahre Geschichte über Mayte“.[6][23]
5. 18 & Over
Der Song ist aus dem Genre Funk mit Einflüssen von Hip-Hop und besitzt einen Groove, der aus einem Bass-Part besteht, der mit einem Drumcomputer-Loop verbunden ist. Den anzüglichen Liedtext trägt Prince größtenteils im Sprechgesang vor und porträtiert sich selbst als „böser Junge“; er beschreibt, was er mit seiner Geliebten machen will – Prince integrierte ein Loop-Sample mit dem von einer Frau immer wieder gesagten Wort „Come“, während er die Zeile „18 und älter [18 & Over], ich möchte dich entbeinen“ wiederholt.[10]
6. The Ride
Das Stück ist eine gitarrenlastige Blues-Nummer mit einem für die Musikrichtung typischen 12-Takt. Der Liedtext handelt von Sex und Prince bietet seiner Geliebten „eine Fahrt [The Ride] an“, die „sie befriedigen wird“. Er ist bereit, „es“ langsam zu tun, kann aber mit ihrer Einwilligung auch eine Abkürzung nehmen. Sollte sie jedoch allein sein wollen, kann er ihr auch zuschauen. The Ride wurde ein fester Bestandteil in Prince’ Musikkarriere und er spielte den Song häufig bei seinen Konzerten. Die Liveversion auf Crystal Ball stammt von einem Konzert am 29. Oktober 1995 in seinem Paisley Park Studio, und mit Michael Bland, Morris Hayes, Sonny Thompson und Tommy Barbarella wirken damalige Mitglieder von The New Power Generation mit.[33]
7. Get Loose
Die Remixversion von Loose! aus dem Album Come (1994) besteht überwiegend aus Instrumentalmusik, die dem Genre Dance-Pop zuzuordnen ist. Synthesizer-Linien erzeugen eine bedrohlich wirkende Atmosphäre und der Liedtext besteht im Wesentlichen nur aus der Textzeile „let me see that body get loose!“ Am Ende des Songs schreit Prince „Motherfucker!“[23]
8. P. Control (Remix)
Der Song stammt aus dem Genre Funk mit Elementen aus dem Bereich Hip-Hop. Der Buchstabe „P“ steht als Abkürzung für „Pussy“ und der von Prince im Sprechgesang vorgetragene Liedtext ist mit einem Augenzwinkern zu interpretieren; er handelt von einer Frau mit Namen „Pussy“, die alle Perspektiven ihres Lebens unter Kontrolle hat und beispielsweise mit ihrer Sexualität Macht auf Männer ausübt. Die Originalversion ist auf The Gold Experience zu finden.[23][34]
9. Make Your Mama Happy
Der aus dem Bereich Funk stammende Song erinnert mit den Bläserarrangements zuweilen an ein von James Brown oder Sly & the Family Stone inspirierten Stück. Der Liedtext behandelt Themen wie Erfolg und Optimismus. Außerdem betont Prince die Wichtigkeit von Bildung und singt, wenn man „einen Doktortitel gemacht“ hat, kann man „einen BMW“ leisten. In den Backing Vocals ist Susannah Melvoin zu hören, Eric Leeds spielt Saxophon.[31]
10. Goodbye
Das Stück ist eine wehmütige R&B-Ballade, die Prince im Falsett singt. Die Melodie ist ausdrucksstark und steigert sich stetig bis zum Refrain. Clare Fischer fügte entsprechende Parts hinzu, die ein Gefühl von Romantik verleihen. Im Liedtext trauert Prince um das Ende einer Affäre und kann nicht nachvollziehen, warum die Frau ihn verlassen hat; in der Nacht zuvor schien alles wie üblich zu sein und er war „so sicher, wir würden für immer“ zusammen sein.[6][35]

## Titelliste und Veröffentlichungen
| CD-1/1                                                                             | Crystal Ball                                      | 10:28 |
| CD-1/2                                                                             | Dream Factory                                     | 3:07  |
| CD-1/3                                                                             | Acknowledge Me                                    | 5:27  |
| CD-1/4                                                                             | Ripopgodazippa                                    | 4:39  |
| CD-1/5                                                                             | Love Sign (Shock G’s Silky Remix)                 | 3:52  |
| CD-1/6                                                                             | Hide the Bone a                                   | 5:03  |
| CD-1/7                                                                             | 2morrow                                           | 4:13  |
| CD-1/8                                                                             | So Dark                                           | 5:14  |
| CD-1/9                                                                             | Movie Star                                        | 4:25  |
| CD-1/10                                                                            | Tell Me How U Wanna B Done (feat. Carmen Electra) | 3:15  |
| CD-2/1                                                                             | Interactive                                       | 3:03  |
| CD-2/2                                                                             | Da Bang                                           | 3:19  |
| CD-2/3                                                                             | Calhoun Square                                    | 4:46  |
| CD-2/4                                                                             | What’s My Name                                    | 3:03  |
| CD-2/5                                                                             | Crucial                                           | 5:06  |
| CD-2/6                                                                             | An Honest Man                                     | 1:13  |
| CD-2/7                                                                             | Sexual Suicide                                    | 3:39  |
| CD-2/8                                                                             | Cloreen Bacon Skin                                | 15:37 |
| CD-2/9                                                                             | Good Love                                         | 4:55  |
| CD-2/10                                                                            | Strays of the World                               | 5:07  |
| CD-3/1                                                                             | Days of Wild                                      | 9:19  |
| CD-3/2                                                                             | Last Heart                                        | 3:01  |
| CD-3/3                                                                             | Poom Poom                                         | 4:32  |
| CD-3/4                                                                             | She Gave Her Angels                               | 3:52  |
| CD-3/5                                                                             | 18 & Over                                         | 5:40  |
| CD-3/6                                                                             | The Ride                                          | 5:13  |
| CD-3/7                                                                             | Get Loose                                         | 3:31  |
| CD-3/8                                                                             | P. Control (Remix)                                | 5:59  |
| CD-3/9                                                                             | Make Your Mama Happy                              | 4:00  |
| CD-3/10                                                                            | Goodbye                                           | 4:34  |
| Spieldauer: 149:26 Minuten                                                         |                                                   |       |
| Autor aller Songs ist Prince a Autor: Prince, Brenda Lee Eager und Hilliard Wilson |                                                   |       |

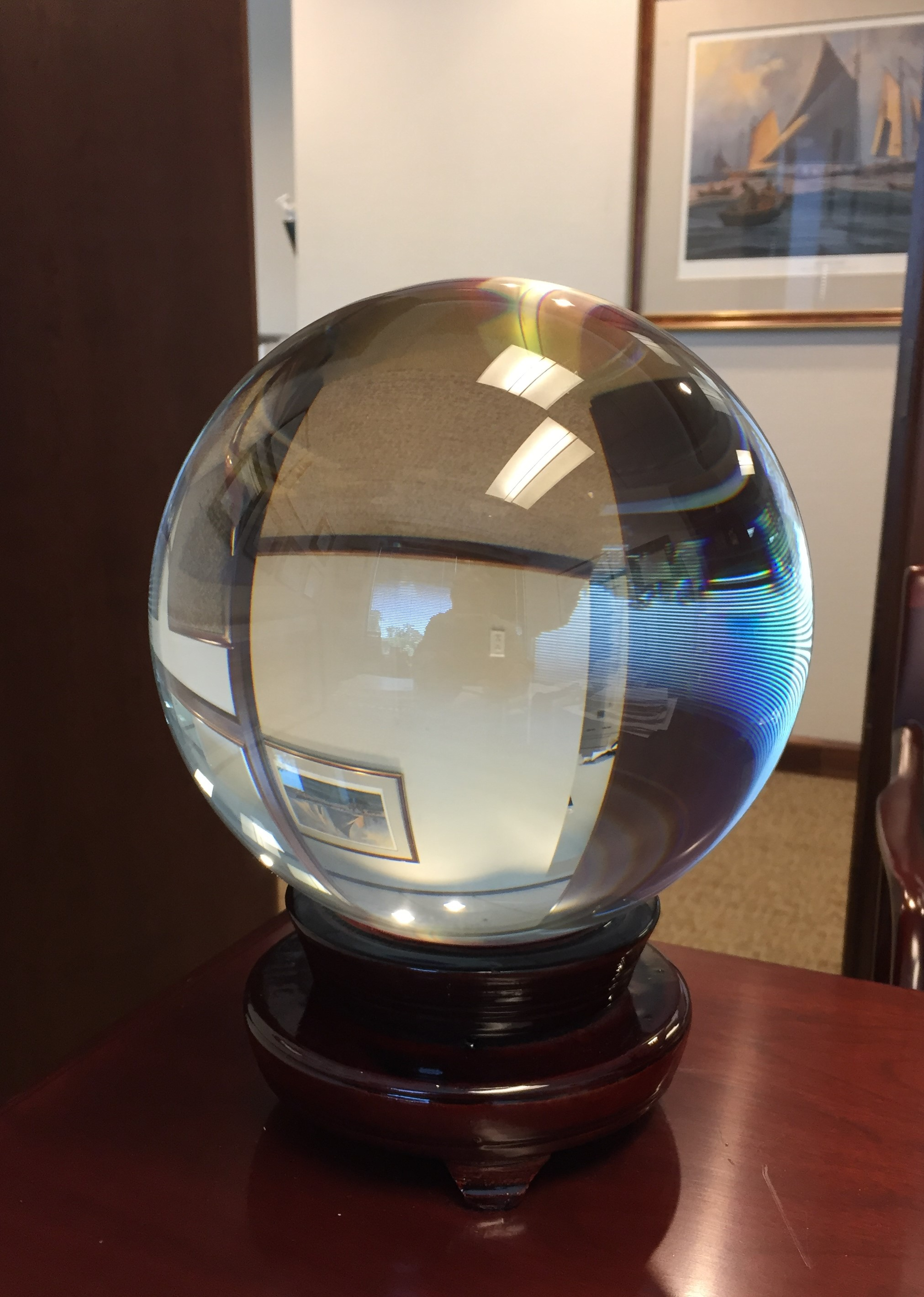
Foto einer Glaskugel

Crystal Ball wurde am 29. Januar 1998 als Dreifachalbum in Kombination mit The Truth und Kamasutra als Fünffach-CD-Album veröffentlicht, das in einem Boxset entweder per Mailorder oder über Prince’ damalige Website bestellt werden konnte.  Am 21. Februar 1998 brachte das US-Unternehmen Blockbuster Music das Boxset ohne die CD Kamasutra als Vierfachalbum heraus, das im März 1998 weitere US-Unternehmen wie Best Buy ebenfalls anboten. Außerhalb der USA war das Vierfachalbum nur als Import käuflich zu erwerben und hatte eine limitierte Auflage von weltweit 250.000 Exemplaren, inklusive der Vorbestellungen per Mailorder und über Prince’ Website. Nach seinem Tod im Jahr 2016 erschien das Dreifachalbum Crystal Ball und The Truth auch als Download, Kamasutra kann bis heute (2025) nicht heruntergeladen werden.

### Singles
Zur Albumveröffentlichung im Jahr 1998 koppelte Prince keine Singles aus. Zwar hatte er bereits im Juni 1994 mit Love Sign und im Dezember 1995 mit P. Control zwei Songs herausgebracht, die sich auf Crystal Ball befinden, allerdings in der jeweiligen Studioversion und nur als Promo-Singles.

### Musikvideos
Ähnlich verhält es sich mit den von Prince produzierten Musikvideos; zwar existieren zu den sechs Crystal-Ball-Songs 18 & Over, Achnowledge Me, Days of Wild, Interactive, Love Sign und P. Control Videos, doch alle entstanden bereits in den Jahren 1993 bis 1995, wobei die beiden zu 18 & Over und P. Control bis heute (2025) nicht offiziell veröffentlicht worden sind.
Am 3. April 1994 strahlte der britische TV-Sender Sky One den von Prince produzierten Musikfilm The Beautiful Experience aus, der aus Konzertmaterial und Musikvideos besteht. Als Rahmenhandlung dient eine Geschichte um die von Nona Gaye dargestellte Hauptfigur, die nach stärkerem Selbstvertrauen sucht, was ihr im Verlauf des 70-minütigen Films auch gelingt. Aus diesem Film stammen die Musikvideos zu Days of Wild und Interactive, die unter anderem Liveauftritte von einem Konzert am 13. Februar 1994 im Paisley Park Studio zeigen. Ein weiteres Musikvideo zu Interactive präsentierte Prince erstmals am 22. Juni 1993 im Paisley Park Studio, das er aber erst am 7. Juni 1994 auf der gleichnamigen CD-ROM veröffentlichte, jedoch in einer etwas kürzeren Version ohne Nona Gaye. Acknowledge Me stammt ebenfalls aus dem Film The Beautiful Experience und zeigt, wie Prince und Mayte Garcia jeweils tanzen.
Das von Prince in der Studioversion produzierte Musikvideo zu Love Sign wurde im Frühjahr 1994 in seinem Paisley Park Studio gedreht sowie in der Stadt Minneapolis. Im Video spielt er einen lokalen DJ, der sich für Waffenkontrolle einsetzt. Nona Gaye verkörpert eine Auftragskillerin, die von ihren Vorgesetzten angeheuert wird, ihn umzubringen. Doch Prince verführt Gaye, worauf sie beschließt, ihn nicht zu töten und ihre Waffe bei einer örtlichen Waffenamnestie im Tausch gegen Konzertkarten von The New Power Generation abgibt. Regisseur des Musikvideos war Ice Cube.

### Coverversionen
Lediglich zwei Songs von Crystal Ball wurden gecovert; im Jahr 2008 gestaltete der norwegische Singer-Songwriter John Erik Kaada (* 28. Juli 1975) unter seinem Pseudonym „Kaada“ mit P. Control (Pussy Outta Control-Remix) eine neue Version von P. Control, die auf dem Album Shockadelica – 50th Anniversary Tribute to the Artist Known as Prince zu finden ist. Außerdem wurde der Song 2013 von Richard Cheese neu interpretiert. Das Stück Calhoun Square coverte Robi Botos und veröffentlichte es im Jahr 2018 auf seinem Album Old Soul.

## Mitwirkende

### Musiker
Alle Songs wurden von Prince arrangiert, komponiert, produziert und vorgetragen. Zudem spielte er alle Musikinstrumente selbst ein, wobei folgende Personen die Aufnahmen ergänzten:
- Boni Boyer (* 1958; † 1996) – Vocal Intro in Acknowledge Me
- Carmen Electra – Sprechgesang in Tell Me How U Want 2 B Done
- Eric Leeds – Hörner in Sexual Suicide; Saxophon in Last Heart, Make Your Mama Happy
- Hornheads (als NPG Hornz) – Klarinette, Posaune, Saxophon, Trompete in Ripopgodazippa
- Jill Jones – Backing Vocals in Good Love
- Kirk Johnson – Schlagzeug-Loop in 18 & Over
- Mayte Garcia – Backing Vocals in Interactive; Backing Vocals und Sprechgesang in Ripopgodazippa
- Michael Bland – Schlagzeug in Calhoun Square, Days of Wild, Hide the Bone, Interactive, Ripopgodazippa, Strays of the World, The Ride, What’s My Name
- Mike Scott – Gitarre in 18 & Over
- Morris Day – Schlagzeug in Cloreen Bacon Skin
- Morris Hayes – Keyboard in Calhoun Square, Days of Wild, Interactive, Strays of the World, The Ride, What’s My Name
- Nona Gaye – Co-Leadsängerin in Love Sign (Shock G’s Silky Remix)
- Poet 99 – gesprochene Samples in Days of Wild
- Rain Ivana – NPG Operator in Days of Wild
- Sonny Thompson – E-Bass in Calhoun Square, Days of Wild, Hide the Bone, Interactive, Ripopgodazippa, Strays of the World, The Ride, What’s My Name
- Susannah Melvoin – Backing Vocals in Crystal Ball, Dream Factory, Good Love, Last Heart, Make Your Mama Happy, Sexual Suicide
- Tommy Barbarella – Keyboard in Calhoun Square, Days of Wild, Hide the Bone, Interactive, Strays of the World, The Ride
- Wendy Melvoin – Backing Vocals in Movie Star

### Technisches Personal
- Prince – Mixing
- Alice Männl – Online-Lyric Book
- Brian Gardner – Mastering
- Clare Fischer – Dirigent und Orchesterarrangeur in Crystal Ball, Goodbye, Strays of the World
- Eric Anest – Programming
- Hans-Martin Buff – Mastering, Projektingenieur, Toningenieur
- Keith “K.C.” Cohen – Programming
- Kirk Johnson (als KAJ) – Programming, Remix von Tell Me How U Want 2 B Done, zusätzliche Produktion
- Ricky Peterson – zusätzliche Produktion
- Shock G – Remix von Love Sign (Shock G’s Silky Remix)
- Steffen Bieker – Online-Lyric Book
- Steve Parke – Albumdesign, Artdirector

## Rezensionen
Die meisten Musikkritiker bewerteten Crystal Ball überwiegend positiv. Oftmals wurde Prince’ musikalische Vielfalt gelobt, aber nicht selten entstand der Eindruck, er hätte vermutlich stärkere Songs aus seinem Archiv auswählen können, als ein zuweilen „verwirrendes Sammelsurium“ zu kreieren. Zudem waren bis auf Cloreen Bacon Skin, Da Bang, Make Your Mama Happy und Poom Poom alle Songs zuvor auf Prince-Bootlegs veröffentlicht worden oder auf seinen Livekonzerten bereits zu hören gewesen. Die Website AOTY (Album of the Year) errechnete eine Durchschnittsbewertung von 71 %, basierend auf drei Rezensionen englischsprachiger Medien.
Mark Brown von der Website Sidewalk.com verteilte vier von fünf Sternen. Aus den drei CDs könne „man leicht ein scharfes, atemberaubendes Album mit dem besten Material schnitzen“. Unter den stärksten Songs befinde sich „der harte Rock“ in Calhoun Square, „der leichte Soul“ in Crucial, „das bluesige“ The Ride, „das drängende Funk-Chaos“ What’s My Name sowie der „sanfte Groove“ in Goodbye. Den Track Cloreen Bacon Skin beschrieb Brown sogar als „faszinierend“. Zwar wirke das Dreifachalbum nicht „so zusammenhängend“ wie Emancipation, aber die Songs seien „besser, frischer und lustiger“ als in den Jahren zuvor. Doch von der Covergestaltung des Albums zeigte Brown sich sehr enttäuscht und bezeichnete diese als „Abzocke“; fünf CDs in einer durchsichtigen runden Hülle, die nicht in ein CD-Regal passten. „Schlimmer noch, es gibt überhaupt keine Verpackung, nicht einmal eine Tracklist. Was eindeutig eine Kostenreduzierungsmaßnahme ist, wird als Innovation angepriesen“.
Mike Goldsmith vom New Musical Express verteilte sieben von zehn Sternen. Er bezeichnete „all die musikalischen Einflüsse“ auf Crystal Ball als „Plackerei“ und beschrieb die drei Songs Da Bang, Hide the Bone sowie P. Control (Remix) als „völlig abgefahren“, zudem steche 18 & Over hervor. Weitere Tracks wie „das improvisierte“ Cloreen Bacon Skin und Movie Star seien „großartig“. Außerdem überzeuge die „süße 1970er-Jahre-Ballade“ So Dark, und What's My Name deute an, Public Enemy habe auf Prince’ „königlicher Playlist“ gestanden. Letztendlich befinde sich auf Crystal Ball „abwechslungsreiches Material, das aber größtenteils immer an einen Prince-Song“ erinnere, von dem „man schwören würde, dass man ihn schon einmal gehört“ habe, meinte Goldsmith.
James Hunter vom US-Musikmagazin Rolling Stone verteilte dreieinhalb von fünf Sternen. Crystal Ball enthalte mit Hide the Bone „monströse Funk-Jams“ und mit Poom Poom Daft-Punk-artige Songs. Ripopgodazippa beschrieb er als „mörderische Reggae-Nummer“, zudem lobte Hunter die beiden Balladen Crucial und So Dark. Außerdem seien Blues-, Latin- und Gospel-beeinflusste Songs zu hören, „alle in sexy Markenzeichen-Kombinationen“. Für Prince-Fans sei Crystal Ball zwar „ein wahrer Schatz“, doch andere würden das Dreifachalbum als „lückenhaft, unterhaltsam, aber auch nervtötend“ empfinden, mutmaßte Hunter als Fazit.
Stephen Thomas Erlewine von AllMusic gab drei von fünf Sternen. Da „buchstäblich Hunderte von bekannten Prince-Outtakes“ existierten, könne ein Dreifachalbum „unmöglich alle besten Songs“ enthalten, vermutete er. Dennoch beeindrucke Crystal Ball, weil das Dreifachalbum „die wahre Tiefe von Prince’ Talenten“ veranschauliche. Zwar suche man vergeblich nach „versteckten Meisterwerken auf dem Niveau“ von When Doves Cry (1984), aber die Musik „ist durchweg stark und fesselnd“. Doch Prince habe den Fehler gemacht, Songs aus den 1990er Jahren „gegenüber seinen Studiokreationen“ aus den 1980er Jahren zu bevorzugen, was aber nur als „kleine Beschwerde“ angesehen werden sollte, weil er „so legendäre (zumindest unter Sammlern)“ Tracks wie Crucial, Days of Wild, Dream Factory, Movie Star, Sexual Suicide und The Ride platzierte.
Matt Diehl von der Entertainment Weekly verteilte auf einer Skala von „A+“ bis „F“ die Note „B+“. Das Dreifachalbum biete „einen erstaunlichen Einblick in die musikalische Bandbreite“ von Prince und präsentiere von ihm Seiten, „die nie zuvor gezeigt wurden“, wie beispielsweise das „überraschend nah an Jazz-Bo-Speed-Punk“ herankommende Da Bang. Zudem sei 18 & Over sein „bisher überzeugendster Hip-Hop-Versuch“, dessen G-Funk Dr. Dre „das Wasser reichen“ könne. Aber die Songauswahl wirke „nicht immer stimmig“, und die Verpackung von Crystal Ball sehe „so billig aus, als hätte man sie bei Kinko’s zusammengeschustert“. Letztendlich verdeutliche das Album, Prince sei „kein auf dem Reißbrett entworfener Popstar, sondern ein ungewöhnlicher und brillanter Sonderling mit Kultpotenzial, der nebenbei ein paar Riesenhits gehabt“ habe. Wem dieses „zu unsympathisch“ sei, solle weiterhin seine Hits hören, „echte Prince-Anhänger“ würden mit Crystal Ball „hingegen ihren Spaß haben“, schrieb Diehl abschließend.
Die beiden Musikjournalisten David Wilson und John Alroy zeigten sich enttäuscht und gaben nur zweieinhalb von fünf Sternen. Sie bezeichneten Crystal Ball als „dreiteiliges Sammelsurium“, das entweder „Hit oder Fehlschlag“ sei. Als Höhepunkte lobten sie das „verwirrende, mitreißende“ Titelstück, „das kurze Funk-Meisterwerk“ What’s My Name sowie „den großartigen Electrofunk-Titel“ Good Love. Tiefpunkte seien „eine schmerzhafte Viertelstunde“ in Cloreen Bacon Skin sowie „die lahmen“ Songs Da Bang, Hide the Bone, Poom Poom und Tell Me How U Wanna B Done, die „kein Nicht-Fan in die Hand nehmen sollte“. Stattdessen hätte Prince stärkere Tracks wie Old Friend 4 Sale [1999 auf The Vault … Old Friends 4 Sale veröffentlicht] und Moonbeam Levels [2016 postum auf 4Ever zu finden] platzieren sollen, meinten Wilson und Alroy.
Per Nilsen, Autor mehrere Prince-Bücher und im Jahr 1998 intensiver Beobachter seiner Karriere, vertrat die Meinung, Crystal Ball sei „ohne Zusammenhalt und Struktur fast wahllos“ über drei CDs verteilt worden. Prince habe wenig „oder gar keine Rücksicht auf unterschiedliche Zeitperioden, Sounds, Stimmungen, Themen oder Musikgenres“ genommen. Dennoch biete das Dreifachalbum „einen hervorragenden Einblick“ in seine musikalische Bandbreite und zeige „eine Vielzahl“ von verschiedenen musikalischen Einflüssen.

## Kommerzieller Erfolg

### Chartplatzierungen
| ChartsChartplatzierungen       | Höchstplatzierung | Wochen |
| ------------------------------ | ----------------- | ------ |
| Vereinigte Staaten (Billboard) | 62 (5 Wo.)        | 5      |

Die Höchstplatzierung war im Jahr 1998 die schwächste in den USA eines Prince-Albums seit seinem Debütalbum For You im Jahr 1978, das damals Platz 163 erreicht hatte. In Hitparaden außerhalb der USA platzierte sich das Vierfachalbum nicht.

### Musikverkäufe
Das Vierfachalbum Crystal Ball wurde in den USA 113.000 Mal verkauft, was damals für ein Prince-Album kein gutes Ergebnis war. Trotzdem sei Crystal Ball für Prince ein lukratives Geschäft gewesen; nach seinen Angaben wurden von dem Vier- und Fünfachalbum weltweit insgesamt 250.000 Exemplare für einen Preis zwischen 30 und 50 US-Dollar verkauft, wovon er 80 % und 95 % des Gewinns behalten habe, sagte er im Jahr 1998. Bei Warner Bros. Records hingegen erhielt er maximal 20 % der Gewinnsumme, merkte er an.

## Preise
Prince wurde in der Crystal-Ball-Ära am 10. April 1998 mit dem Sonderpreis „Honorary Award“ bei den Essence Awards ausgezeichnet.